# Recherches sur Diderot et sur l'Encyclopédie
La revue Recherches sur Diderot et sur l'Encyclopédie, éditée par la Société Diderot, est une revue consacrée à Diderot et à l’Encyclopédie. Elle a été fondée en 1986 par Jacques Chouillet et Anne-Marie Chouillet, dans la prolongation des activités scientifiques organisée pour le bicentenaire du décès de Diderot.

## Politique éditoriale
Pluridisciplinaire, la revue contient, outre les articles pourvus de résumés en français et en anglais, des documents rares ou inédits, une recension d’autographes passés en catalogue de vente, des comptes rendus d’ouvrages récents et un carnet bibliographique. La revue est disponible en libre accès et en texte intégral, avec un délai de restriction de deux ans, sur le portail OpenEdition Journals.

## Numéros thématiques
- no 12, 1992, Les métamorphoses de l'Encyclopédie
- no 24, 1998 : Diderot, philosophie, matérialisme
- no 28, 2000 : La Lettre sur les aveugles
- no 30, 2001 : Celui qui prendrait ce que j'écris pour la vérité serait peut-être moins dans l'erreur que celui qui le prendrait pour une fable
- no 31-32, 2001 : L'Encyclopédie en ses nouveaux atours électroniques: vices et vertus du virtuel
- no 34, 2003 : Le Rêve de D'Alembert
- no 37, 2004 : Cyclopaedia
- no 38, 2005 : La formation de D'Alembert
- no 40-41, 2006 : Les branches du savoir dans l'Encyclopédie
- no 44, 2009 : Sur un Air d’Encyclopédie
- no 46, 2011 : Lettre sur les sourds et muets
- no 47, 2012 : Diderot et les spectacles

- no 52, 2017 : Diderot et D'Alembert
- no 53, 2018 : Le travail encyclopédique
- no 54, 2019 : Diderot et l'argent
- no 56, 2021 : Les réception de Diderot et de l'Encyclopédie